# Fiat Scudo

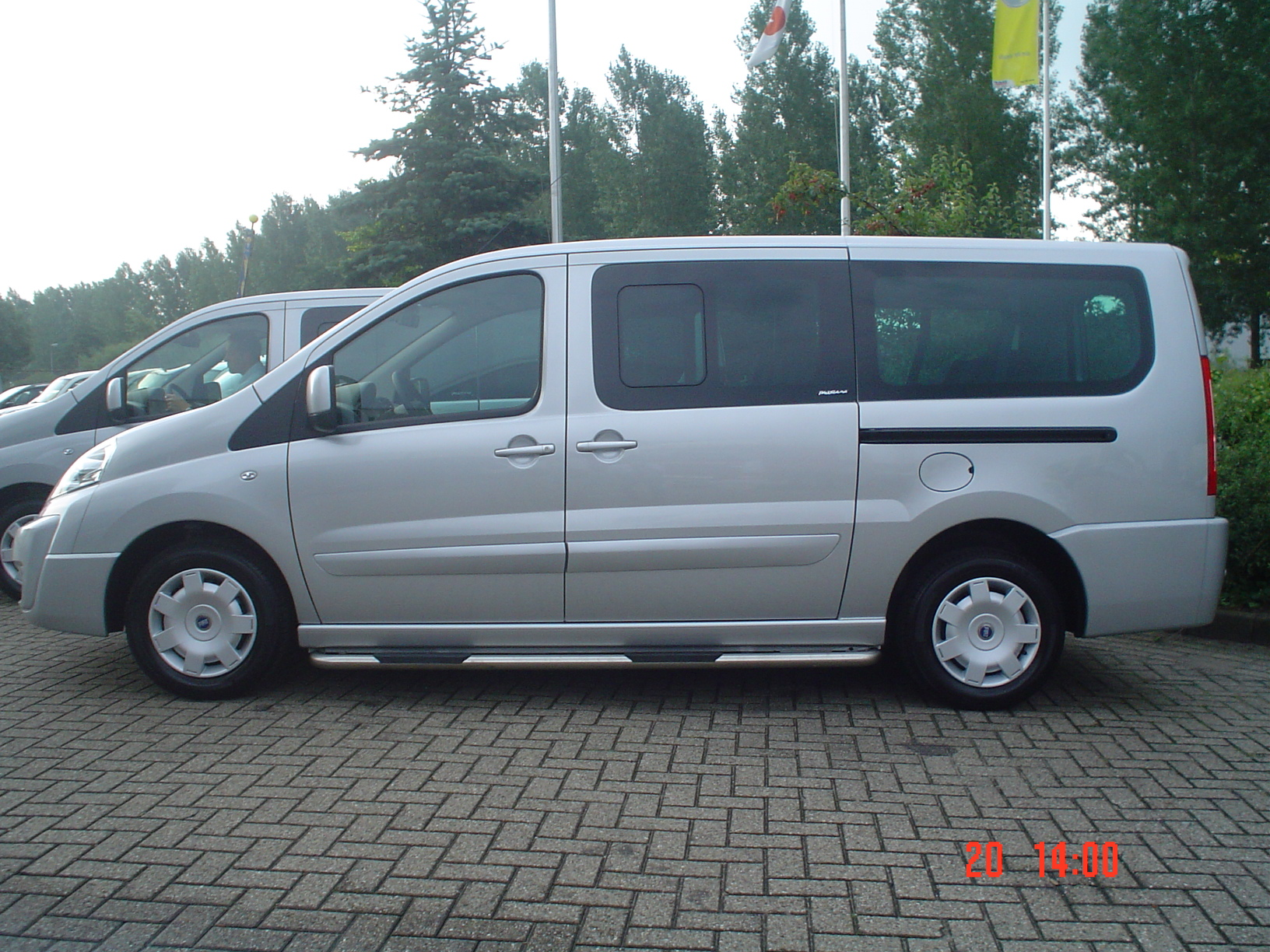
Fiat Scudo Taxi 8+1 Truckland uitvoering

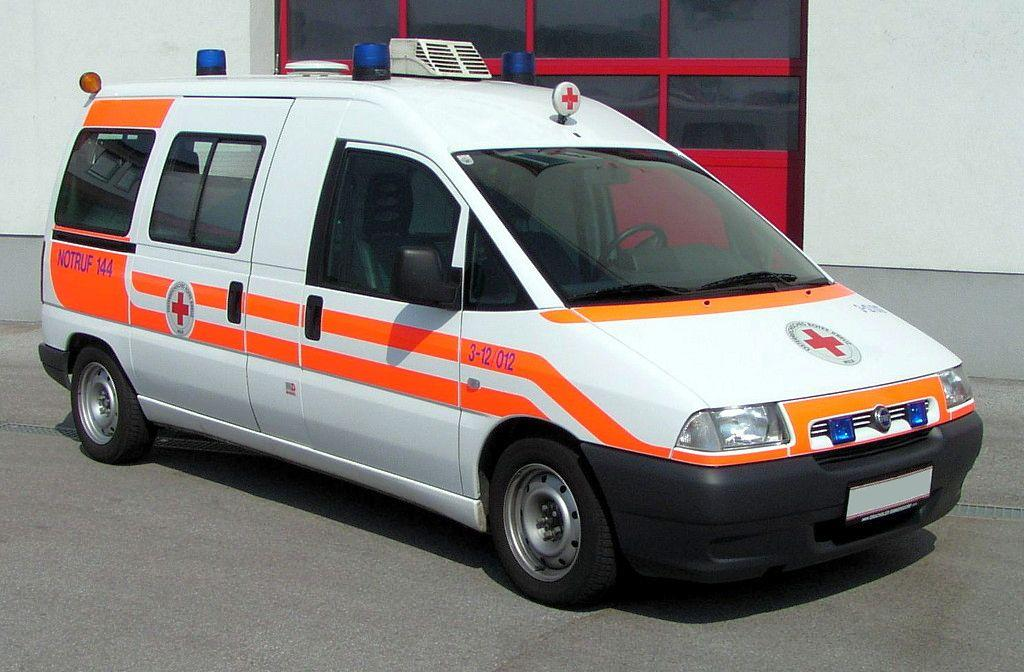
De eerste generatie

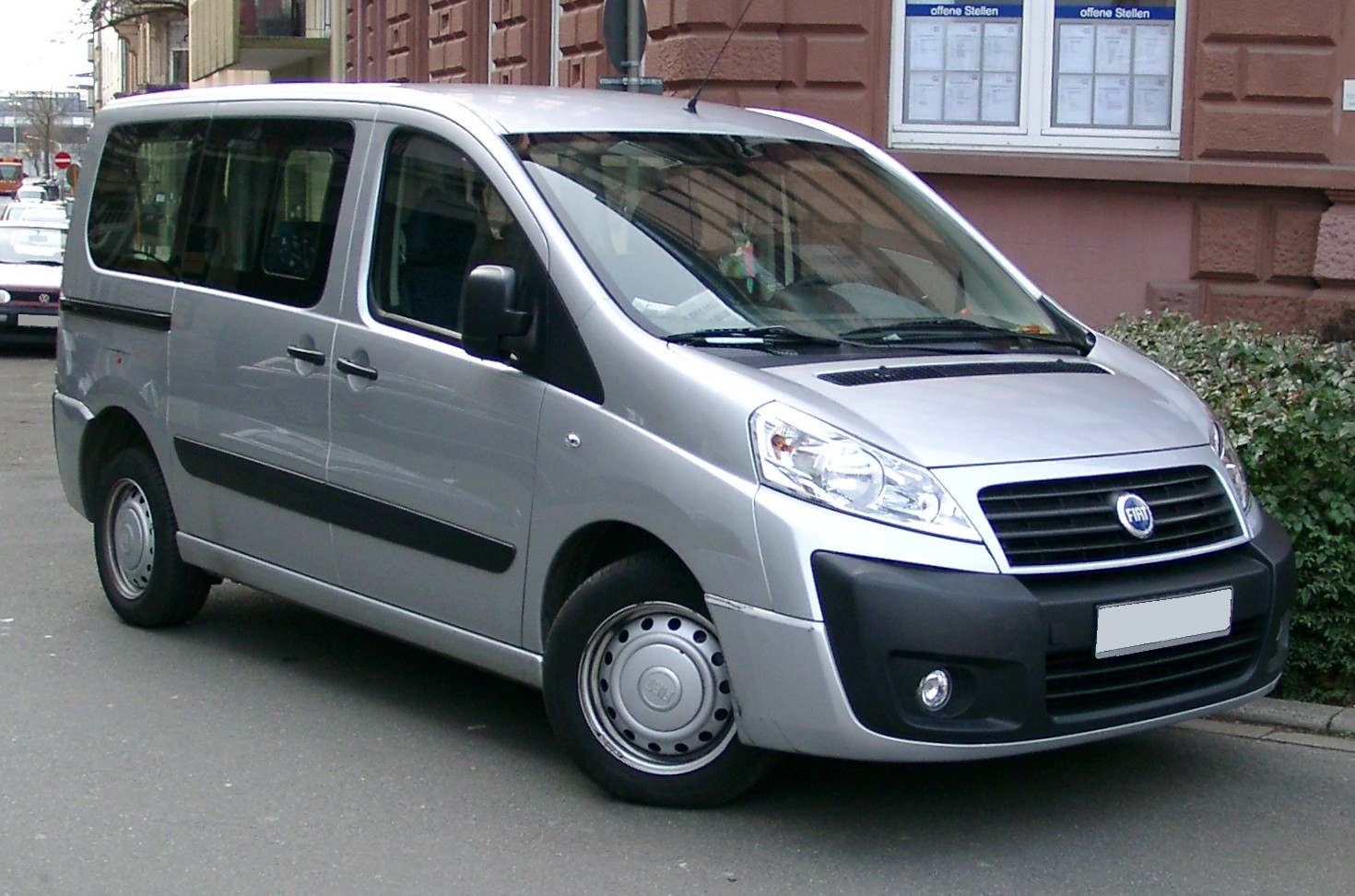
De tweede generatie

De Fiat Scudo is een middelgrote bestelwagen, groter dan de Fiat Doblo en kleiner dan de Fiat Ducato. De Fiat Scudo wordt samen gebouwd met de Citroën Jumpy en de Peugeot Expert (en bij de derde generatie ook met de Opel Vivaro en de Totoya Proace).

## Eerste generatie (1995 - 2007)
De oorspronkelijke Scudo heeft een laadvermogen van 900 kg, inclusief bestuurder, en een laadruimte van 4m³ met een lengte van 2059mm. De wielbasis heeft een lengte van 1220mm. Dit betekent dat er twee Europallets in passen. Qua motor was er de keuze tussen de 69 PK 1.9D en de 109 PK 2.0 JTD.

## Tweede generatie (2007 - 2016)
In 2007 werd een nieuwe Scudo geïntroduceerd. Er werden nieuwe JTD-motoren verkrijgbaar. De 'Cargo' had een laadruimte tussen 5 en 7 m³ en in de 'Combi' konden maximaal negen mensen vervoerd worden. Het laadvermogen lag tussen 1000 kg en 1200 kg.
De verkrijgbare versies waren een gesloten bestelwagen, ook met lange wielbasis en als maxi, platform chassis, dubbele cabine en een minibus voor personenvervoer. Deze versie is een populaire wagen om als taxi te gebruiken omdat deze geschikt is voor negen personen. 
In 2010/2011 stapte Fiat uit de Eurovan-samenwerking op het gebied van personenauto's, terwijl de bestelauto's tot 2016 in een joint venture werden geproduceerd, net de grotere Fiat Ducato. Vanaf 2015 wordt er in plaats daarvan samengewerkt met Renault. Daarom is de nieuwe Fiat Talento, die in 2016 Scudo verving, gebaseerd op Renault Trafic.

## Derde generatie (2021 - heden)
Begin 2021 ontstond de Stellantis Group door een fusie tussen Fiat Chrysler Automobiles en Groupe PSA. Hierdoor is de nieuwe Scudo als opvolger van de Talento qua constructie weer quasi identiek aan de Citroen Jumpy en de Peugeot Expert. De derde generatie Scudo kwam in december 2021 op de markt. Er is ook een elektrische variant, de E-Scudo. De minibus-variant wordt sinds maart 2022 aangeboden als de nieuwe Fiat Ulysse.
Huidige modellen: 
124 Spider ·
500 ·
500e ·
500L ·
500X ·
600 ·
Aegea ·
Argo ·
Cronos · 
Doblò · 
Ducato ·
Fiorino ·
Fullback ·
Linea ·
Palio · 
Panda · 
Punto · 
Qubo ·
Scudo · 
Siena ·
Strada ·
Tipo · 
Ulysse
Historische modellen na de Tweede Wereldoorlog: 
124 · 
125 · 
126 · 
127 · 
128 · 
130 · 
131 · 
132 · 
133 · 
147 · 
148 · 
242 ·
500 ·
600 · 
600 Multipla · 
850 · 
1100 · 
1200 · 
1300/1500 · 
1400/1900 · 
1800/2100 · 
2300 · 
Albea ·
Argenta · 
Barchetta · 
Bianchina ·
Bravo · 
Brío · 
Campagnola · 
Cinquecento · 
Coupé · 
Croma · 
Dino · 
Duna · 
Elba ·
Fiorino ·
Freemont ·
Grande Punto ·
Idea ·
Marea · 
Marengo · 
Mod 5 · 
Multipla · 
Oggi · 
Panorama · 
Penny · 
Prêmio · 
Regata · 
Ritmo · 
Sedici ·
Seicento · 
Spazio · 
Stilo ·
Talento · 
Tempra · 
Tipo · 
Turbina · 
Uno · 
Vivace · 
X1/9
Historische modellen voor de Tweede Wereldoorlog: 
1 · 
1T · 
10 HP · 
12 HP · 
24 HP · 
2B Torpedo · 
4 HP · 
501 · 
502 · 
503 · 
505/507 · 
508 · 
509 · 
510/512 · 
514 · 
515 · 
518 · 
519 · 
520 · 
521 · 
522 · 
524 · 
525 · 
527 · 
60 HP · 
70 · 
801 · 
1100 · 
1500 · 
2800 · 
Brevetti · 
Laundolet · 
Modello O · 
Tipo 2 · 
Tipo Torpedo · 
Topolino · 
Zero